# Шнигер, Николай Ульянович
Никола́й Улья́нович Шни́гер (25 февраля 1928 — 9 сентября 2011) — советский и российский рентгенолог, доктор медицинских наук (1967), профессор, врач высшей категории.
Сфера научных интересов — болезни дыхательной, пищеварительной систем.
Начинал медицинскую деятельность в Рязанской области. Затем заведовал отделением рентгенологии в ГКБ Москвы № 11.
Вице-президент Союза рентгенологов России, консультант Федеральной службы безопасности, Министерства финансов. Преподавал на кафедре лучевой диагностики и медицинской физики Российской медицинской академии последипломного образования и в других высших учебных заведениях.
Возглавлял рентгенологическое отделение в первой в стране Научно-исследовательской лаборатории по проктологии Минздрава РСФСР (в настоящее время — ФГУ «ГНЦ колопроктологии Росмедтехнологии»).
Автор ряда научных методик, десятков книг и статей.